# Инглборо
Инглборо (англ. Ingleborough) — вторая по высоте гора в Йоркшир-Дейлс. Входит в состав трёх пиков Йоркшира.
Гора имеет относительную высоту 428 метров и абсолютную — 724 метра.
Название горы происходит от древнеанглийского слова «burh» означавшего «укрепленное место». На севере и востоке склонов горы видны остатки укреплений кельтов созданных ещё в железном веке.
На Южных склонах Инглборо расположена известная пещера Зияющая Джилл.